# Kentaro Ishikawa
Kentaro Ishikawa (født 12. februar 1970) er en tidligere japansk fodboldspiller.
Han har spillet for flere forskellige klubber i sin karriere, herunder Kashiwa Reysol.